# غراهام بيرسي
غراهام بيرسي (بالإنجليزية: Graham Percy)‏ هو رسام ورسام توضيحي نيوزيلندي، ولد في 7 يونيو 1938، وتوفي في 4 يناير 2008.

## وصلات خارجية
- غراهام بيرسي على موقع IMDb (الإنجليزية)